# Vaurseine
Vaurseine est une localité de Ployart-et-Vaurseine et une ancienne commune française, située dans le département de l'Aisne en région Hauts-de-France.

## Histoire
La commune de Vaurseine a été créée lors de la Révolution française. En 1809, elle fusionne avec la commune voisine de Ployart par ordonnance et la nouvelle entité prend le nom de Ployart-et-Vaurseine.

## Administration
Jusqu'à sa fusion avec Ployart en 1809, la commune faisait partie du canton de Laon dans le département de l'Aisne. Elle appartenait aussi à l'arrondissement de Laon depuis 1801 et au district de Laon entre 1790 et 1795. La liste des maires de Vaurseine est :
| Période                                  | Période | Identité | Étiquette | Qualité |
| ---------------------------------------- | ------- | -------- | --------- | ------- |
|                                          |         |          |           |         |
| Les données manquantes sont à compléter. |         |          |           |         |

## Démographie
Jusqu'en 1809, la démographie de Vaurseine était :
| 1793 | 1800 | 1806 | 1821 |
| ---- | ---- | ---- | ---- |
| 87   | 90   | 81   | 81   |